# Emilio Antonio Francischetti
Emilio Antonio Francischetti (São Carlos, 4 de dezembro de 1937) é um médico, professor e pesquisador brasileiro formado, em 1961, pela Faculdade de Ciências Médicas (FCM) da antiga Universidade do Estado da Guanabara (UEG), onde foi membro da diretoria do tradicional Centro Acadêmico Sir Alexander Fleming (Casaf). Em seguida, mudou-se para os Estados Unidos da América para realizar especialização na Universidade de Indiana, em Indianápolis (1965-1967). Em sua livre-docência, na Universidade Federal Fluminense (UFF), defendeu a tese "Hipertensão arterial humana: estudo de casos clínicos à luz do sistema renina-angiotensina-aldosterona", sob orientação do notório professor Américo Piquet Carneiro.
Durante o início de sua carreira docente, foi professor titular na Faculdade de Medicina de São José do Rio Preto (1970-1972) e na Faculdade de Medicina de Taubaté (1973-1978). Em 1980, foi aprovado para o cargo de professor do Departamento de Medicina Interna de sua instituição de origem, agora chamada Universidade do Estado do Rio de Janeiro (Uerj). Em 1997, foi pioneiro no Rio de Janeiro, ao criar o Programa de Pós-Graduação em Fisiopatologia Clínica e Experimental (PG-FISCLINEX) vinculado à FCM-Uerj. Após aposentadoria compulsória da Uerj (2007), passou a integrar a direção da Universidade do Grande Rio (Unigranrio), em Duque de Caxias, como Pró-Reitor de Pesquisa e Pós-Graduação e Coordenador Geral de Programas e Projetos da Área de Saúde, entre 2012 e 2019. Seus principais temas de pesquisa são: hipertensão arterial, fatores de risco cardiovascular e metabólicos e o sistema endocanabinoide.
Em 1997, recebeu o Prêmio Prof. Magalhães Gomes do Instituto Estadual de Cardiologia Aloysio de Castro. Em 1998, foi fundador da Sociedade de Hipertensão do Estado do Rio de Janeiro. Em 2007, foi proclamado associado remido da Sociedade Brasileira de Cardiologia em homenagem à sua contribuição para o desenvolvimento da especialidade no país.

## Obra
Livros
1. FRANCISCHETTI, E. A.; SANJULIANI, Antonio Felipe; FAGUNDES, Virgínia Genelhu de Abreu. Informação ao paciente : o que vale a pena saber sobre Hipertensão Arterial. 1.ed. Rio de Janeiro: Letra Capital, 2005. 32p.
2. FRANCISCHETTI, E. A.; SANJULIANI, Antonio Felipe. Tópicos especiais em hipertensão arterial. 1.ed. São Paulo: BBS Editora, 2005. 287p.